# Île Narcondam
Narcondam ou Narcondum est une petite île volcanique (de 3 km sur 4) inhabitée de l'océan Indien, localisée dans la mer d'Andaman, à 126 kilomètres à l'est de l'île Smith, dans les îles Andaman. Elle appartient administrativement au territoire des îles Andaman-et-Nicobar, inclus dans la république de l'Inde. Son nom signifie le puits de l'enfer, mais il semble que ce qualificatif se rapporte plutôt au volcan actif de l'île Barren, située à 133 kilomètres au sud–sud-ouest.

## Géographie

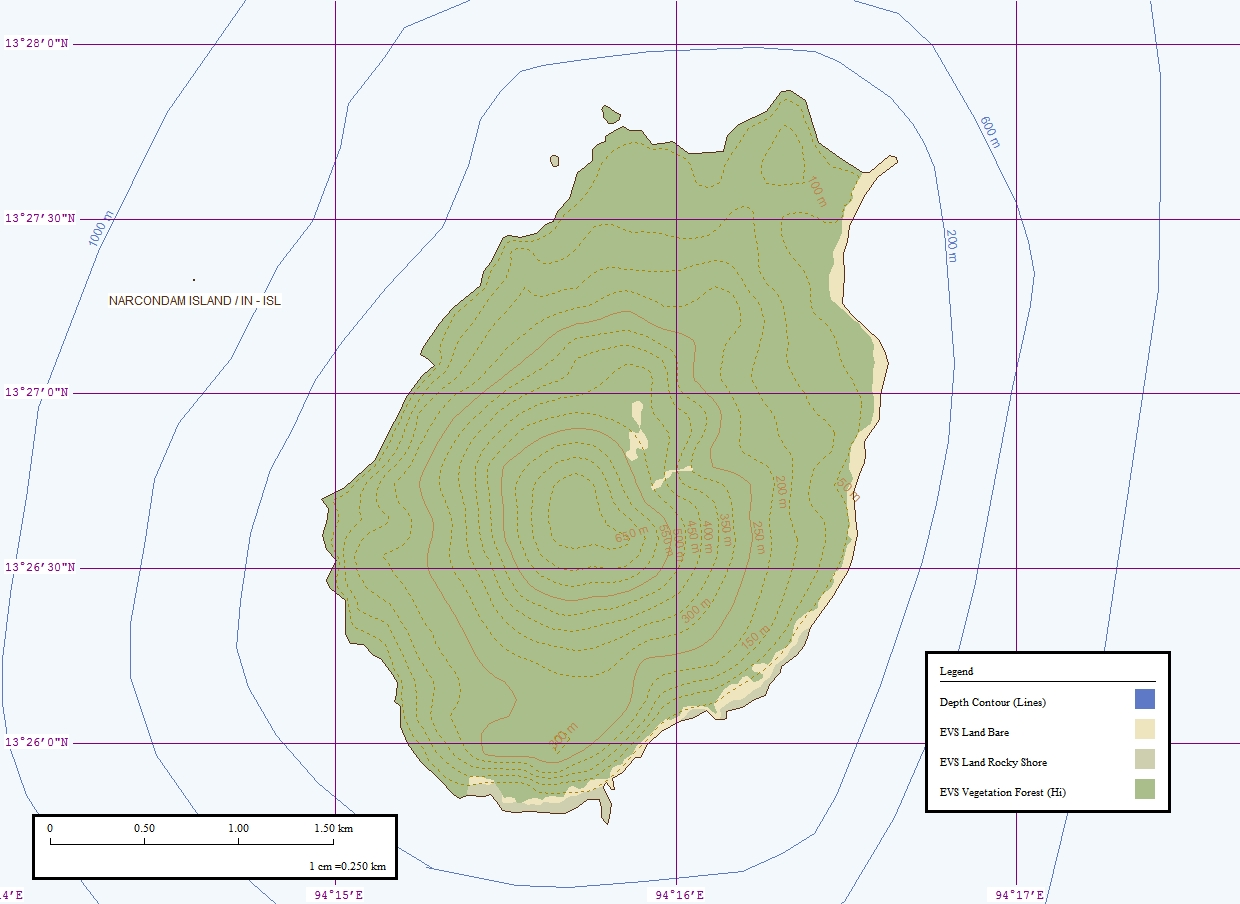
Carte de l'île Narcondam.

Narcondam appartient à un arc volcanique qui s'étend du nord de Sumatra au territoire birman (Myanmar). Le stratovolcan qui l'occupe émerge des fonds océaniques et culmine à une altitude de 710 mètres (le plancher océanique se situant à - 1 000 m, cela donne au volcan une hauteur totale de plus de 1 700 m). Il n’a pas connu d’éruptions lors des temps historiques, cependant, en juin 2005, des projections de boues et des fumées ont été observées. Cette activité paraît liée au tremblement de terre ayant affecté l’océan Indien en 2004 qui a provoqué des mouvements magmatiques en profondeur. Malgré cela, le volcan est toujours considéré comme endormi par l’Institut Géologique Indien (Geological survey India).
L'ile, bordée de hautes falaises sur son littoral méridional, est recouverte par une végétation tropicale dense qui se raréfie toutefois en altitude, près des 3 cônes sommitaux. Cette particularité laisse penser à certains spécialistes que des éruptions ont pu se dérouler dans un passé peu éloigné.

## Faune

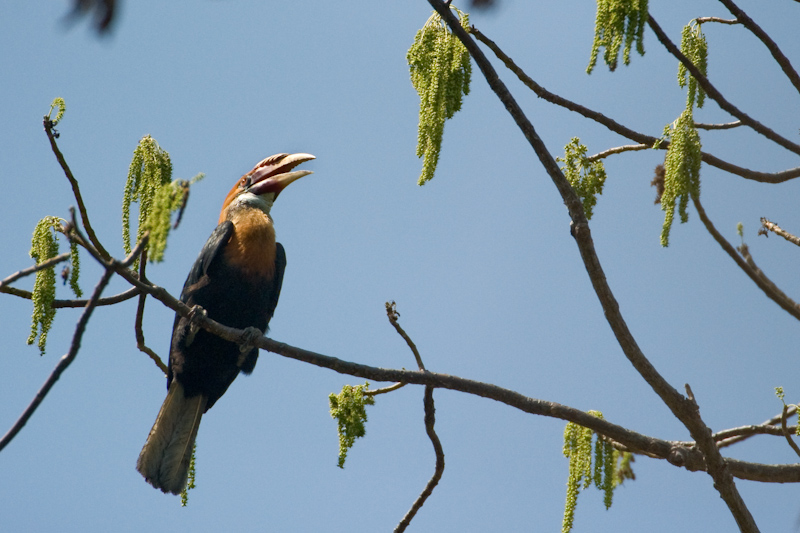
La calao de Narcondam.

L'île abrite un sanctuaire de faune sauvage classé zone importante pour la conservation des oiseaux depuis 2003. Narcondam abrite une espèce d'oiseau endémique, le calao de Narcondam (Rhyticeros narcondami) de la famille des Bucerotidae; une colonie de 300 à 400 individus niche sur la petite île. L'isolement de son habitat a permis à cette espèce d'évoluer différemment du calao festonné (Rhyticeros undulatus) vivant dans les forêts du nord de l'Inde et au Bhoutan avec lequel elle est apparentée. Le projet de construire une station radar sur Narcondam a suscité une vive opposition de la part d'organisation de protection des oiseaux qui nourrissent la crainte de voir l'habitat de cette espèce mise en danger.